# Loculus d'Archimède

Ce tracé est le plus simple pour découper les pièces du stomachion.

Le Loculus d'Archimède est l'un des plus vieux puzzles connus, attribué à Archimède (287 av. J.-C. - 212 av. J.-C.); il est également appelé stomachion. Après la découverte par l'orientaliste Heinrich Suter d'une trace dans un manuscrit arabe et la publication d'une traduction allemande en 1899, on retrouve le texte dans le palimpseste d'Archimède.
Le stomachion est composé de 14 pièces, qui peuvent s'agencer de 17 152 façons différentes pour former un carré — 536 aux rotations et réflexions près — mais permettent aussi de construire d'autres formes plus ou moins figuratives (éléphant, soldat, etc) comme pour le tangram.
Le terme de stomachion serait une corruption du mot ostomachion (Ὀστομάχιον), de ὀστέον (osteon, os), et μάχη (makhê, lutte, combat). L'orientaliste Heinrich Suter propose le terme syntemachion que l'on peut traduire par assemblage de rognures, de tesselles.

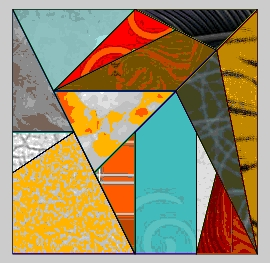
Loculus d'Archimède (d'après Heinrich Suter).
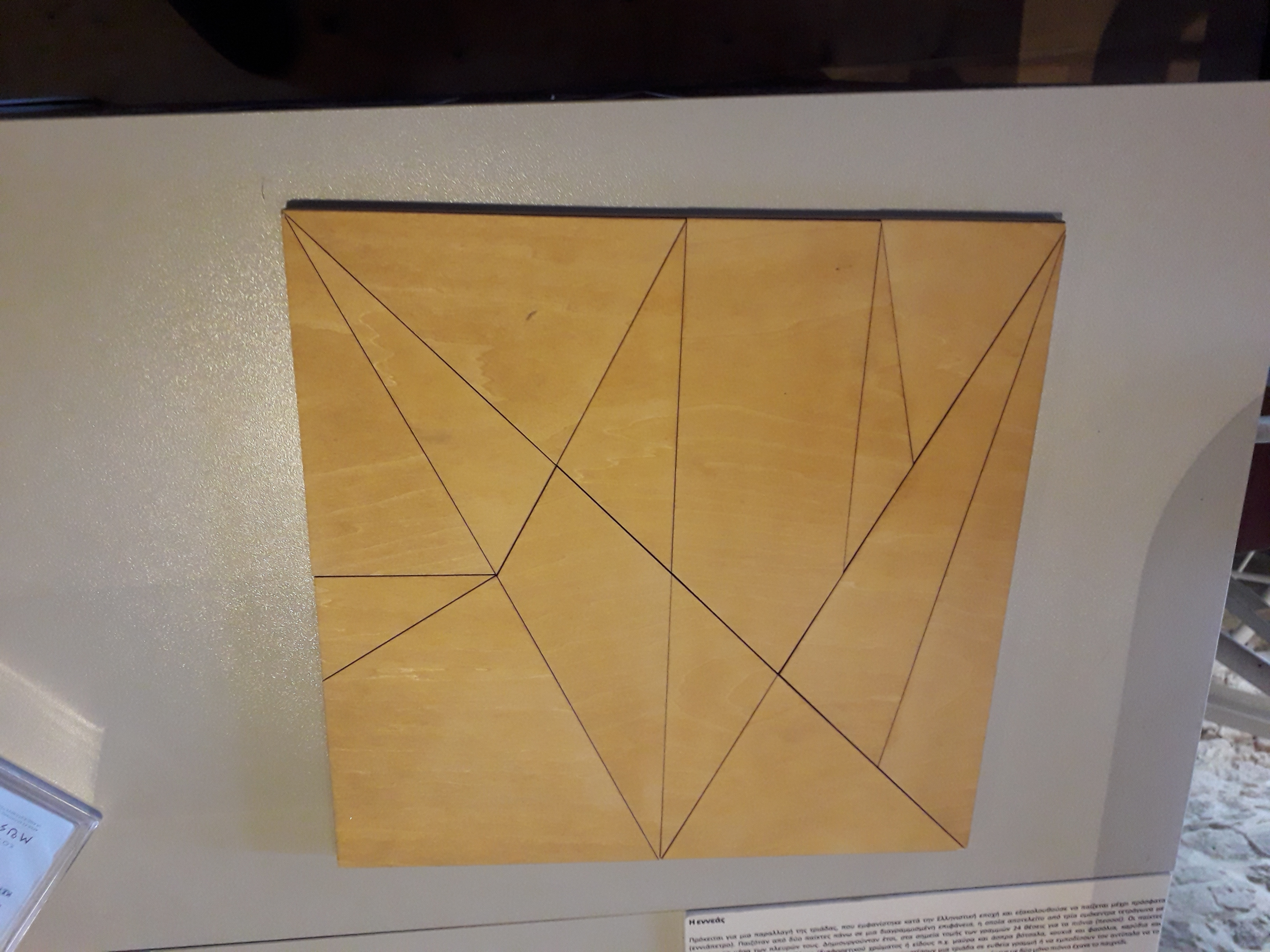
Loculus en bois au Musée de la technologie grecque antique.